# Dendromus mystacalis
Dendromus mystacalis is een zoogdier uit de familie van de Nesomyidae. De wetenschappelijke naam van de soort werd voor het eerst geldig gepubliceerd door Heuglin in 1863.